# Rubleanka, Krasîliv
Rubleanka (în ucraineană Рублянка) este un sat în așezarea urbană Antoninî din raionul Krasîliv, regiunea Hmelnîțkîi, Ucraina.

## Demografie
Componența lingvistică a localității Rubleanka
     Ucraineană (99,29%)
     Alte limbi (0,71%)
Conform recensământului din 2001, majoritatea populației localității Rubleanka era vorbitoare de ucraineană (99,29%), existând în minoritate și vorbitori de alte limbi.